# Пелих Пелагія Федорівна
Пелагі́я Фе́дорівна Пе́лих (нар. 3 липня 1945, село Чернилява, тепер Яворівського району Львівської області) — українська радянська діячка, оператор машинного доїння корів колгоспу. Депутат Верховної Ради УРСР 11-го скликання.

## Життєпис
Освіта середня.
У 1963—1978 роках — колгоспниця колгоспу імені Карла Маркса Яворівського району Львівської області.
З 1978 року — оператор машинного доїння корів колгоспу імені Карла Маркса села Чернилява Яворівського району Львівської області.
Потім — на пенсії в селі Чернилява Яворівського району Львівської області.

## Нагороди
- ордени
- медалі